# استفان بریکت
استفان بریکت (انگلیسی: Stefan Brykt؛ زادهٔ ۱۴ ژوئیهٔ ۱۹۶۴) دوچرخه‌سوار اهل سوئد است.